# Cut-up
Cut-up is een aleatorische literaire techniek, geïnitieerd door Brion Gysin en ontwikkeld door William S. Burroughs en Alexander Trocchi waarbij tekst uit bestaande bronnen wordt verknipt en in een nieuwe combinatie wordt samengevoegd. Aleatorisch slaat op het uitspelen van het toeval in dat proces.